# Hanumangarh
Hanumangarh (hindi हनुमानगढ़) és una ciutat de Rajasthan, capital del districte d'Hanumangarh, a la riba del riu Ghaggar o Ghagar. El seu nom antic fou Bhatnair o Bhatner (i per un temps es va dir Shardulgarh quan fou conquerida pel raja Shardul Singh). Finalment fou rebatejada Hanumangarh en honor del déu mico Hanuman, per haver estat conquerida en dimecres, dia dedicat a aquest déu. La seva població al cens de 2001 era de 129.654 habitants. Llocs religiosos interessants a la rodalia són els temples de Gogameri Mela (a 120 km), Bhadrakali Mela a 7 km, Pallu Mela a 100 km i Ramdev Baba Mela a 145 km.